# Brazílie na Letních olympijských hrách 1964
Brazílie se účastnila Letní olympiády 1964 v japonském Tokiu. Zastupovalo ji 61 sportovců (60 mužů a 1 žena) v 11 sportech.

## Medailisté
| Medaile | Jméno         | Sport     | Soutěž      |
| ------- | ------------- | --------- | ----------- |
| Bronz   | Družstvo mužů | Basketbal | Turnaj mužů |